# Anyolit
Anyolit anses vara en variant av mineralet zoisit. Det återfinns i Kenya och Tanzania. Den upptäcktes vid Longido i Tanzania 1954. Anyolit är egentligen en metamorf bergart med grön zoisit, svart hornblände, och rubin.
Namnet kommer ifrån massaiordet anyoli som betyder "grön." Anyolit kallas också rubin i zoisit eller Tanganyika artstone.
Anyolit används i skulpturer och andra dekorativa objekt.
- Wikimedia Commons har media som rör Anyolit.